# ゴラン・チャウシッチ
ゴラン・チャウシッチ（セルビア語: Горан Чаушић, Goran Čaušić、1992年5月5日 - ）は、セルビアのサッカー選手。ブリーラム・ユナイテッドFC所属。ポジションはミッドフィールダー。

## 経歴

### クラブ
レッドスター・ベオグラードの下部組織で育成され、2009年6月に最初のプロ契約（3年）を結んだ。しかし出場機会は無く、レンタルを経て2011-12シーズン冬の移籍市場でFKラド・ベオグラードに放出された。
2012年12月26日、エスキシェヒルスポルと4年半契約を結んだ。
2016年7月13日、CAオサスナと2年契約を結んだ。2017年7月5日、チームの2部降格にともない契約を解除した
2017年7月11日、FCアルセナル・トゥーラと2年契約を結んだ。
2018年9月1日、3年契約でレッドスター・ベオグラードに復帰。
2019年7月7日、アルセナル・トゥーラに復帰。
2022年6月19日、ブリーラム・ユナイテッドFCに移籍。

### 代表
アンダーのセルビア代表歴があり、UEFA U-19欧州選手権2011、UEFA U-21欧州選手権2015に参加した。